# Wereldkampioenschap superbike van Sugo 2000
Het wereldkampioenschap superbike van Sugo 2000 was de derde ronde van het wereldkampioenschap superbike en de tweede ronde van het wereldkampioenschap Supersport 2000. De races werden verreden op 30 april 2000 op het Sportsland SUGO nabij Murata, Japan.

## Superbike

### Race 1
| Pos | Nr  | Rijder               | Constructeur | Rondes | Tijd         | Grid | Punten |
| --- | --- | -------------------- | ------------ | ------ | ------------ | ---- | ------ |
| 1   | 64  | Hitoyasu Izutsu      | Kawasaki     | 25     | 37:57.425    | 6    | 25     |
| 2   | 41  | Noriyuki Haga        | Yamaha       | 25     | +3.812       | 2    | 20     |
| 3   | 7   | Pierfrancesco Chili  | Suzuki       | 25     | +4.093       | 8    | 16     |
| 4   | 58  | Akira Ryo            | Suzuki       | 25     | +4.351       | 9    | 13     |
| 5   | 2   | Colin Edwards        | Honda        | 25     | +5.012       | 1    | 11     |
| 6   | 59  | Keiichi Kitagawa     | Suzuki       | 25     | +6.463       | 7    | 10     |
| 7   | 61  | Makoto Tamada        | Honda        | 25     | +9.032       | 3    | 9      |
| 8   | 57  | Wataru Yoshikawa     | Yamaha       | 25     | +16.878      | 4    | 8      |
| 9   | 3   | Troy Corser          | Aprilia      | 25     | +32.924      | 5    | 7      |
| 10  | 6   | Gregorio Lavilla     | Kawasaki     | 25     | +48.094      | 13   | 6      |
| 11  | 13  | Andreas Meklau       | Ducati       | 25     | +1:00.294    | 23   | 5      |
| 12  | 33  | Robert Ulm           | Ducati       | 25     | +1:04.703    | 21   | 4      |
| 13  | 63  | Yuichi Takeda        | Honda        | 25     | +1:06.927    | 20   | 3      |
| 14  | 19  | Juan Borja           | Ducati       | 25     | +1:15.634    | 22   | 2      |
| 15  | 35  | Giovanni Bussei      | Kawasaki     | 25     | +1:16.107    | 19   | 1      |
| 16  | 36  | Manabu Kamada        | Honda        | 25     | +1:22.116    | 15   |        |
| 17  | 23  | Jiří Mrkývka         | Ducati       | 24     | +1 ronde     | 32   |        |
| 18  | 38  | Lance Isaacs         | Ducati       | 24     | +1 ronde     | 28   |        |
| 19  | 20  | Marco Borciani       | Ducati       | 24     | +1 ronde     | 27   |        |
| 20  | 69  | Jonnie Ekerold       | Honda        | 24     | +1 ronde     | 31   |        |
| 21  | 44  | Claude-Alain Jäggi   | Honda        | 23     | +2 ronden    | 33   |        |
| DNF | 4   | Akira Yanagawa       | Kawasaki     | 18     | Uitgevallen  | 10   |        |
| DNF | 501 | Anthony Gobert       | Bimota       | 16     | Uitgevallen  | 24   |        |
| DNF | 46  | Mauro Sanchini       | Ducati       | 9      | Uitgevallen  | 26   |        |
| DNF | 11  | Lucio Pedercini      | Ducati       | 8      | Uitgevallen  | 30   |        |
| DNF | 12  | Haruchika Aoki       | Ducati       | 7      | Uitgevallen  | 25   |        |
| DNF | 62  | Tamaki Serizawa      | Kawasaki     | 1      | Uitgevallen  | 14   |        |
| DNF | 21  | Troy Bayliss         | Ducati       | 0      | Ongeluk      | 11   |        |
| DNF | 155 | Ben Bostrom          | Ducati       | 0      | Ongeluk      | 12   |        |
| DNF | 9   | Katsuaki Fujiwara    | Suzuki       | 0      | Ongeluk      | 16   |        |
| DNF | 10  | Vittoriano Guareschi | Yamaha       | 0      | Ongeluk      | 18   |        |
| DNF | 15  | Igor Antonelli       | Kawasaki     | 0      | Ongeluk      | 29   |        |
| DNS | 60  | Shinichi Ito         | Honda        | 0      | Niet gestart |      |        |

### Race 2
| Pos | Nr  | Rijder               | Constructeur | Rondes | Tijd         | Grid | Punten |
| --- | --- | -------------------- | ------------ | ------ | ------------ | ---- | ------ |
| 1   | 64  | Hitoyasu Izutsu      | Kawasaki     | 25     | 37:47.120    | 6    | 25     |
| 2   | 57  | Wataru Yoshikawa     | Yamaha       | 25     | +0.223       | 4    | 20     |
| 3   | 2   | Colin Edwards        | Honda        | 25     | +4.302       | 1    | 16     |
| 4   | 41  | Noriyuki Haga        | Yamaha       | 25     | +7.252       | 2    | 13     |
| 5   | 3   | Troy Corser          | Aprilia      | 25     | +14.772      | 5    | 11     |
| 6   | 4   | Akira Yanagawa       | Kawasaki     | 25     | +17.537      | 10   | 10     |
| 7   | 62  | Tamaki Serizawa      | Kawasaki     | 25     | +17.704      | 14   | 9      |
| 8   | 59  | Keiichi Kitagawa     | Suzuki       | 25     | +23.521      | 7    | 8      |
| 9   | 58  | Akira Ryo            | Suzuki       | 25     | +25.507      | 9    | 7      |
| 10  | 6   | Gregorio Lavilla     | Kawasaki     | 25     | +39.904      | 13   | 6      |
| 11  | 19  | Juan Borja           | Ducati       | 25     | +44.257      | 22   | 5      |
| 12  | 13  | Andreas Meklau       | Ducati       | 25     | +57.581      | 23   | 4      |
| 13  | 155 | Ben Bostrom          | Ducati       | 25     | +1:01.090    | 12   | 3      |
| 14  | 33  | Robert Ulm           | Ducati       | 25     | +1:12.797    | 21   | 2      |
| 15  | 36  | Manabu Kamada        | Honda        | 25     | +1:12.865    | 15   | 1      |
| 16  | 63  | Yuichi Takeda        | Honda        | 25     | +1:13.010    | 20   |        |
| 17  | 38  | Lance Isaacs         | Ducati       | 24     | +1 ronde     | 28   |        |
| 18  | 46  | Mauro Sanchini       | Ducati       | 24     | +1 ronde     | 26   |        |
| 19  | 20  | Marco Borciani       | Ducati       | 24     | +1 ronde     | 27   |        |
| DNF | 9   | Katsuaki Fujiwara    | Suzuki       | 24     | Uitgevallen  | 16   |        |
| DNF | 12  | Haruchika Aoki       | Ducati       | 15     | Ongeluk      | 25   |        |
| DNF | 35  | Giovanni Bussei      | Kawasaki     | 13     | Uitgevallen  | 19   |        |
| DNF | 44  | Claude-Alain Jäggi   | Honda        | 10     | Uitgevallen  | 33   |        |
| DNF | 23  | Jiří Mrkývka         | Ducati       | 9      | Uitgevallen  | 32   |        |
| DNF | 7   | Pierfrancesco Chili  | Suzuki       | 5      | Uitgevallen  | 8    |        |
| DNF | 69  | Jonnie Ekerold       | Honda        | 5      | Uitgevallen  | 31   |        |
| DNF | 11  | Lucio Pedercini      | Ducati       | 5      | Uitgevallen  | 30   |        |
| DNF | 10  | Vittoriano Guareschi | Yamaha       | 2      | Uitgevallen  | 18   |        |
| DNF | 501 | Anthony Gobert       | Bimota       | 2      | Ongeluk      | 24   |        |
| DNF | 15  | Igor Antonelli       | Kawasaki     | 1      | Uitgevallen  | 29   |        |
| DNF | 61  | Makoto Tamada        | Honda        | 0      | Ongeluk      | 3    |        |
| DNF | 21  | Troy Bayliss         | Ducati       | 0      | Ongeluk      | 11   |        |
| DNS | 60  | Shinichi Ito         | Honda        | 0      | Niet gestart |      |        |

## Supersport
| Pos | Nr | Rijder                | Constructeur | Rondes | Tijd         | Grid | Punten |
| --- | -- | --------------------- | ------------ | ------ | ------------ | ---- | ------ |
| 1   | 4  | Jörg Teuchert         | Yamaha       | 25     | 39:42.260    | 5    | 25     |
| 2   | 6  | Christian Kellner     | Yamaha       | 25     | +0.657       | 1    | 20     |
| 3   | 1  | Stéphane Chambon      | Suzuki       | 25     | +0.969       | 4    | 16     |
| 4   | 69 | James Whitham         | Yamaha       | 25     | +1.354       | 9    | 13     |
| 5   | 2  | Iain MacPherson       | Kawasaki     | 25     | +4.662       | 3    | 11     |
| 6   | 31 | Karl Muggeridge       | Honda        | 25     | +10.208      | 2    | 10     |
| 7   | 7  | Fabrizio Pirovano     | Suzuki       | 25     | +11.464      | 7    | 9      |
| 8   | 12 | Andrew Pitt           | Kawasaki     | 25     | +11.781      | 10   | 8      |
| 9   | 3  | Piergiorgio Bontempi  | Ducati       | 25     | +14.840      | 11   | 7      |
| 10  | 21 | Massimo Meregalli     | Yamaha       | 25     | +17.842      | 12   | 6      |
| 11  | 35 | Shinya Takeishi       | Honda        | 25     | +19.767      | 16   | 5      |
| 12  | 29 | Christer Lindholm     | Yamaha       | 25     | +27.174      | 15   | 4      |
| 13  | 52 | Ichiro Asai           | Ducati       | 25     | +36.897      | 20   | 3      |
| 14  | 14 | Christophe Cogan      | Yamaha       | 25     | +41.923      | 13   | 2      |
| 15  | 9  | Wilco Zeelenberg      | Yamaha       | 25     | +46.636      | 22   | 1      |
| 16  | 22 | Werner Daemen         | Yamaha       | 25     | +46.678      | 23   |        |
| 17  | 10 | William Costes        | Honda        | 25     | +47.257      | 18   |        |
| 18  | 5  | Rubén Xaus            | Ducati       | 25     | +52.001      | 19   |        |
| 19  | 55 | Norino Brignola       | Yamaha       | 25     | +58.863      | 35   |        |
| 20  | 24 | Maurizio Prattichizzo | Yamaha       | 25     | +1:11.007    | 33   |        |
| 21  | 25 | Igor Jerman           | Ducati       | 25     | +1:22.818    | 25   |        |
| DNF | 19 | Walter Tortoroglio    | Ducati       | 24     | Uitgevallen  | 24   |        |
| DNF | 33 | Greg Dreyer           | Honda        | 23     | Ongeluk      | 32   |        |
| DNF | 18 | Vittorio Iannuzzo     | Yamaha       | 22     | Uitgevallen  | 21   |        |
| DNF | 23 | Davide Bulega         | Yamaha       | 20     | Uitgevallen  | 34   |        |
| DNF | 26 | Kyro Verstraeten      | Yamaha       | 16     | Ongeluk      | 31   |        |
| DNF | 17 | Pere Riba             | Honda        | 13     | Ongeluk      | 14   |        |
| DNF | 20 | Karl Harris           | Suzuki       | 11     | Uitgevallen  | 26   |        |
| DNF | 77 | Andrea Giachino       | Suzuki       | 11     | Uitgevallen  | 36   |        |
| DNF | 53 | Noriyasu Numata       | Yamaha       | 10     | Uitgevallen  | 17   |        |
| DNF | 8  | Cristiano Migliorati  | Suzuki       | 10     | Uitgevallen  | 27   |        |
| DNF | 28 | Michele Malatesta     | Ducati       | 10     | Uitgevallen  | 28   |        |
| DNF | 16 | Sébastien Charpentier | Honda        | 9      | Uitgevallen  | 30   |        |
| DNF | 15 | Paolo Casoli          | Ducati       | 7      | Ongeluk      | 6    |        |
| DNF | 34 | Yves Briguet          | Ducati       | 6      | Ongeluk      | 29   |        |
| DNS | 40 | Kevin Curtain         | Yamaha       | 0      | Niet gestart | 8    |        |
| DNS | 99 | Fabien Foret          | Ducati       | 0      | Niet gestart |      |        |

## Tussenstanden na wedstrijd

### Superbike
| Pos | Nr | Rijder              | Team     | Punten |
| --- | -- | ------------------- | -------- | ------ |
| 1   | 2  | Colin Edwards       | Honda    | 99     |
| 2   | 41 | Noriyuki Haga       | Yamaha   | 79     |
| 3   | 3  | Troy Corser         | Aprilia  | 72     |
| 4   | 7  | Pierfrancesco Chili | Suzuki   | 63     |
| 5   | 64 | Hitoyasu Izutsu     | Kawasaki | 50     |

### Supersport
| Pos | Nr | Rijder            | Team   | Punten |
| --- | -- | ----------------- | ------ | ------ |
| 1   | 69 | James Whitham     | Yamaha | 38     |
| 2   | 1  | Stéphane Chambon  | Suzuki | 32     |
| 3   | 4  | Jörg Teuchert     | Yamaha | 30     |
| 4   | 6  | Christian Kellner | Yamaha | 20     |
| 5   | 15 | Paolo Casoli      | Ducati | 20     |

1988 · 1989 · 1990 · 1991 · 1992 · 1993 · 1994 · 1995 · 1996 · 1997 · 1998 · 1999 · 2000 · 2001 · 2002 · 2003